# Mdhila
Mdhila, scritto anche Al Madila, (in arabo المظيلة‎?) è una città  del centro della Tunisia.
Fa parte del governatorato di Gafsa e  della delegazione di Mdhila.   La città conta 12 383 abitanti.
La città si è sviluppata nel corso del XX secolo grazie allo sfruttamento dei fosfati. È stata costruita una linea ferroviaria a avo radiante che parte da Gafsa, chiamata Étoile minière (stella mineraria). Un impianto di trasformazione del fosfato locale è gestito dal Gruppo Chimico Tunisino.